# Auró japonès
L'auró japonès (Acer palmatum) és una espècie d'auró (Acer) nativa del Japó, Corea, Xina, Mongòlia oriental i sud-est de Rússia. És una espècie amb moltes varietats cultivars que es cultiven a tot el món com a planta ornamental especialment per les seves atractives fulles.

## Descripció

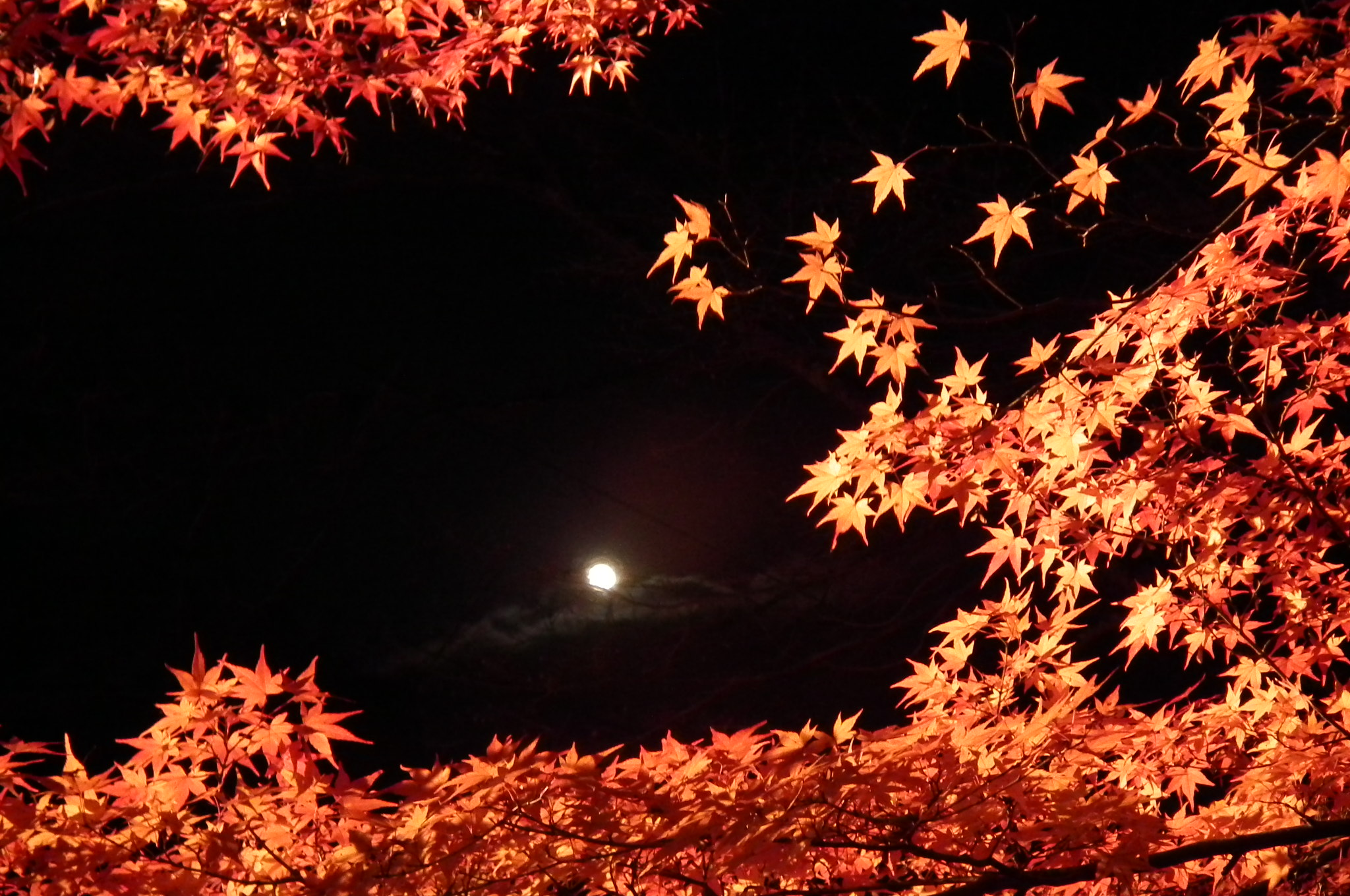
Fulles a Kyoto

L'auró japonès és un arbust caducifoli o un arbret que fa fins a 10 m i rarament 16 m d'alt. Les fulles fan de 4–12 cm i són palmades i lobulades. El fruit és una sàmara de 2–3 cm que conté llavors de 6–8 mm que requereixen un tractament d'estratificació per a poder germinar.
Fins i tot en la natura, Acer palmatum mostra una considerable variació genètica.
N'hi ha tres subespècies:
- Acer palmatum subsp. palmatum. De fulles petites i que viu a baixes altituds.
- Acer palmatum subsp. amoenum (Carrière) H.Hara. De fulles més grosses, 6–12 cm d'amplada i viu a més altitud.
- Acer palmatum subsp. matsumurae Koidz. També de fulles grosses, 6–12 cm d'amplada que viu a les majors altituds.

## Cultiu

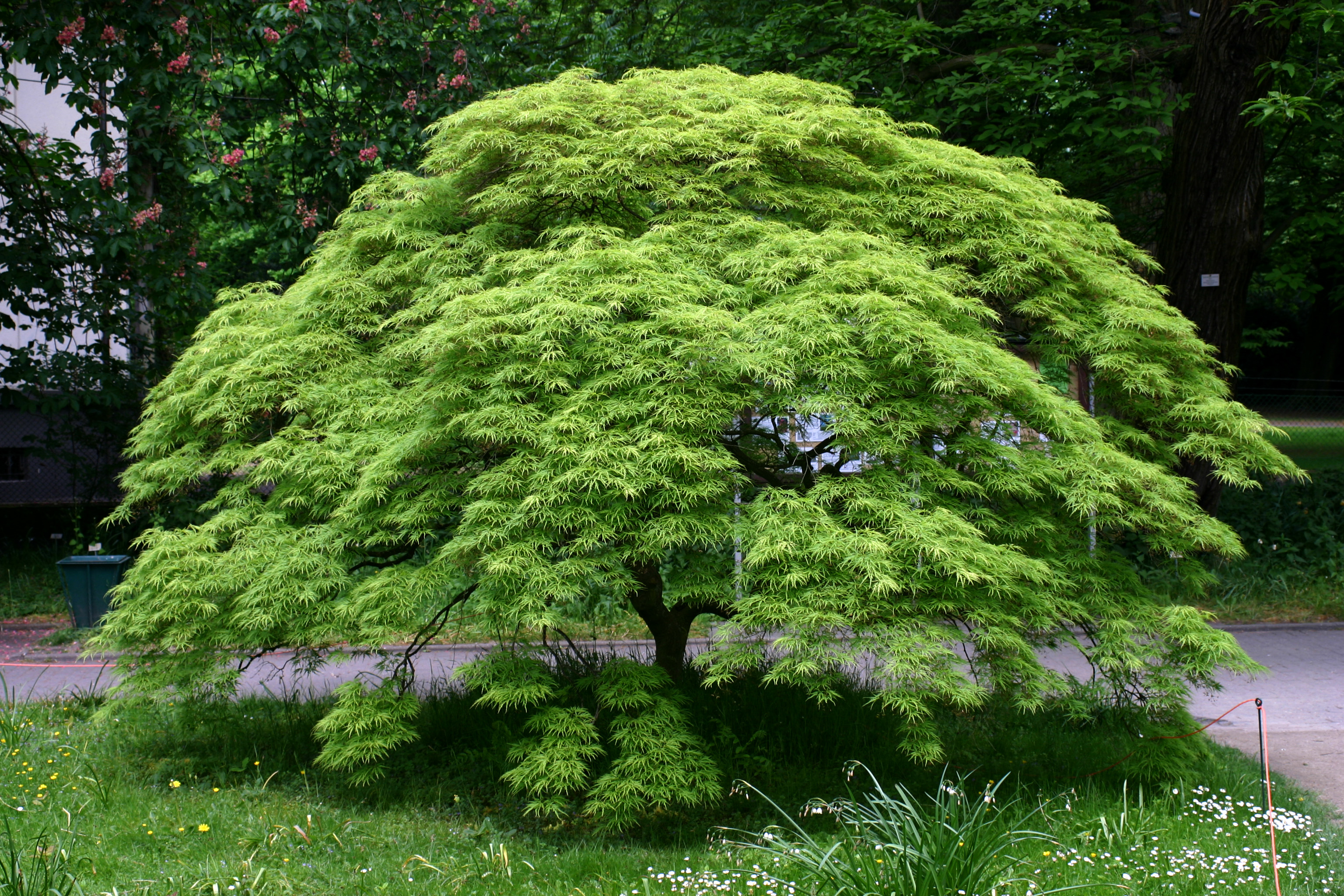
Acer palmatum.

Aquest auró es cultiva al Japó des de fa segles i també en zones de clima temperat de tot el món. El primer espècimen va arribar a Anglaterra l'any 1820.
El botànic Carl Peter Thunberg va viatjar al Japó a finals del segle xviii. Va ser ell qui li donà l'epítet específic de palmatum per la forma de palmell de la mà de les seves fulles.
Des de fa segles es fan servir com a bonsai
Prefereix un sòl ben drenat i no se'ls ha d'adobar en excés, moltes de les seves varietats poden créixer en contenidors.